# سرطان روده کوچک
سرطان روده کوچک به سرطانی است که روده کوچک را درگیر می‌کند. این نوع سرطان در مقایسه با سایر بدخیمی‌های دستگاه گوارش مانند سرطان معده و سرطان روده بزرگ کمتر شایع است.
سرطان روده کوچک را می‌توان به سرطان دوازدهه (قسمت اول روده کوچک) و سرطان ژیونوم و ایلئوم (دو قسمت بعد از روده کوچک) تقسیم کرد. سرطان دوازدهه بیشتر با سرطان معده مشترک است، در حالی که سرطان ژیونوم و ایلئوم بیشتر با سرطان روده بزرگ مرتبط است. نرخ بقای پنج ساله ۶۵ درصد است.
چندین نوع از سرطان روده کوچک وجود دارد، شامل:
- آدنوکارسینوما
- تومور stromal گوارشی
- لنفوم
- تومور کارسینوئید ایلیال

## عوامل خطر

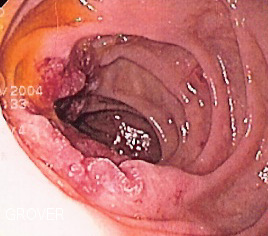
تصویر آندوسکوپی آدنوکارسینومای دوازدهه.

عوامل خطر برای سرطان روده کوچک عبارتند از:
- بیماری کرون
- بیماری سلیاک
- قرار گرفتن در معرض تابش
- سندرم‌های سرطان ارثی گوارشی: پولیپوز آدنوماتوس خانوادگی، سرطان کولورکتال غیر پپپسی ارثی، سندرم پوتز جگرز
- مردان ۲۵٪ بیشتر احتمال دارد که به این بیماری مبتلا شوند

تومورهای خوش‌خیم و شرایطی که ممکن است برای سرطان روده کوچک اشتباه گرفته شوند عبارتند از:
- همارتوما
- بیماری سل

## تحقیقات

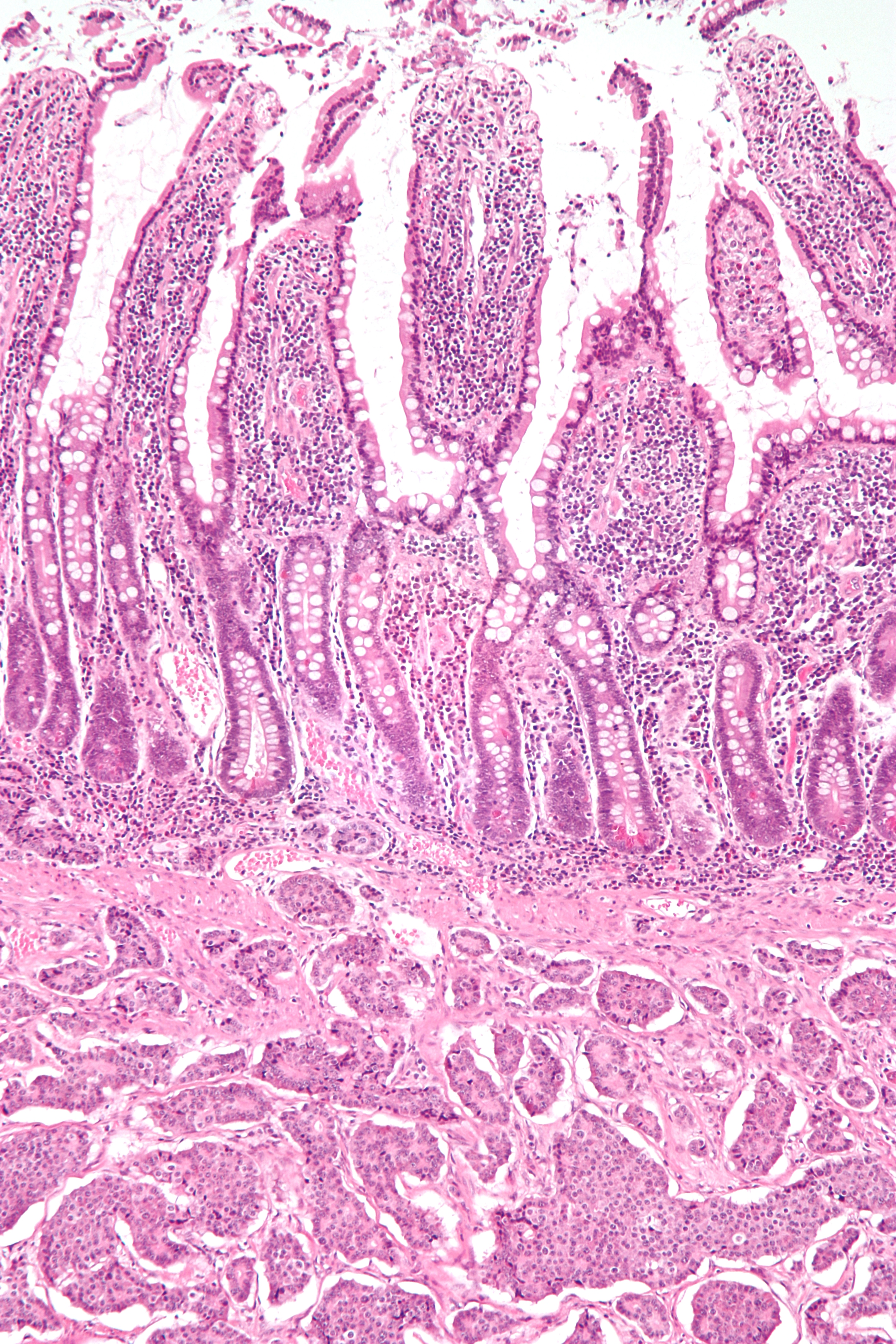
عکاسی ریزنگاری از تومور روده باریک

به علت نادر بودن نسبی آنها در مقایسه با سرطان‌های متداول، مانند سرطان روده بزرگ، تحقیقات کمی بر روی این سرطان‌ها انجام شده‌است.